# Campeonato Mineiro 2020
El Campeonato Mineiro de 2020 fue la edición 106.ª del principal campeonato de clubes de fútbol del Estado de Minas Gerais. El torneo es organizado por la Federação Mineira de Futebol y está entre los torneos más importantes del país. Concedió  cupos a la Copa de Brasil 2021 y al Campeonato Brasileño de Fútbol Serie D 2021 para equipos que no pertenezcan a ninguna de las demás categorías.

## Sistema de juego
Los 12 equipos participantes del Módulo I se enfrentan entre sí en una única ronda jugando un máximo de 11 juegos en la primera fase. Los cuatro mejores equipos clasificarán a la fase final del campeonato, del quinto al octavo puesto clasificarán a la Copa Inconfidência mientras que los dos últimos serán descendidos al Módulo II. De esta manera, se modifica el sistema de juego con respecto a las ediciones anteriores.
En la fase final, se jugarán las semifinales y la final en partidos de ida y vuelta.

### Criterios de desempate
En caso de empate en la primera fase, se sigue el siguiente orden:
1. Mayor número de partidos ganados.
2. Mejor diferencia de gol.
3. Mayor número de goles a favor.
4. Enfrentamiento directo.
5. Menor número de tarjetas rojas recibidas.
6. Menor número de tarjetas amarillas recibidas.
7. Sorteo.

En caso de empate en las fases de semifinal y final, se sigue el siguiente orden:
1. Mejor diferencia de gol.
2. Rendimiento en la primera fase del torneo.

## Equipos participantes

### Ascensos y descensos
| Pos. | Descendidos en la temporada 2019 |
| ---- | -------------------------------- |
| 11°  | Guaraní de Minas Gerais          |
| 12°  | Tupi                             |

| Pos. | Ascendidos del Módulo II |
| ---- | ------------------------ |
| 1°   | Coimbra                  |
| 2°   | Uberlândia               |

### Información de los equipos
| Equipo           | Ciudad          | Estadio           | Capacidad | Posición 2019  |
| ---------------- | --------------- | ----------------- | --------- | -------------- |
| América Mineiro  | Belo Horizonte  | Independência     | 23 018    | 3°             |
| Atlético Mineiro | Belo Horizonte  | Independência     | 23 018    | 2°             |
| Boa Esporte      | Varginha        | Melão             | 15 471    | 4°             |
| Caldense         | Poços de Caldas | Ronaldo Junqueira | 7 600     | 6°             |
| Coimbra          | Contagem        | Independência     | 23.019    | 1° (Módulo II) |
| Cruzeiro         | Belo Horizonte  | Mineirão          | 61 846    | 1°             |
| Patrocinense     | Patrocínio      | Pedro Alves       | 8 000     | 7°             |
| Tombense         | Tombos          | Almeidão          | 3 050     | 5°             |
| Tupynambás       | Juiz de Fora    | Mario Helênio     | 31 863    | 8°             |
| Uberlândia       | Uberlândia      | Parque do Sabiá   | 53.350    | 2° (Módulo II) |
| URT              | Patos de Minas  | Zama Maciel       | 4 858     | 10°            |
| Villa Nova       | Nova Lima       | Castor Cifuentes  | 5160      | 9°             |

## Primera fase
| Pos. | Equipos          | PJ | PG | PE | PP | GF | GC | Dif. | Pts. |
| ---- | ---------------- | -- | -- | -- | -- | -- | -- | ---- | ---- |
| 1.   | Tombense         | 11 | 8  | 2  | 1  | 18 | 6  | +12  | 26   |
| 2.   | América Mineiro  | 11 | 7  | 4  | 0  | 19 | 7  | +12  | 25   |
| 3.   | Atlético Mineiro | 11 | 7  | 2  | 2  | 20 | 7  | +13  | 22   |
| 4.   | Caldense         | 11 | 6  | 2  | 3  | 18 | 9  | +9   | 20   |
| 5.   | Cruzeiro         | 11 | 6  | 2  | 3  | 16 | 10 | +6   | 20   |
| 6.   | Uberlândia       | 11 | 4  | 2  | 5  | 10 | 12 | -2   | 14   |
| 7.   | Boa Esporte      | 11 | 3  | 5  | 3  | 10 | 10 | 0    | 14   |
| 8.   | Patrocinense     | 11 | 3  | 3  | 5  | 10 | 12 | -2   | 12   |
| 9.   | URT              | 11 | 3  | 2  | 6  | 5  | 18 | -13  | 11   |
| 10.  | Coimbra          | 11 | 2  | 4  | 5  | 6  | 11 | -5   | 10   |
| 11.  | Villa Nova       | 11 | 1  | 1  | 9  | 11 | 21 | -10  | 4    |
| 12.  | Tupynambás       | 11 | 0  | 3  | 8  | 6  | 26 | -20  | 3    |

|  | Clasificados la fase final                          |
|  | Clasificados a la Copa Inconfidência                |
|  | Descendidos al Campeonato Mineiro - Módulo II 2021. |

## Copa Inconfidência
|  | Semifinales     | Semifinales     | Semifinales     |            |          | Final       | Final       | Final       |  |
|  | 1 y 2 de agosto | 1 y 2 de agosto | 1 y 2 de agosto |            |          | 5 de agosto | 5 de agosto | 5 de agosto |  |
|  |                 |                 |                 |            |          |             |             |             |  |
|  |                 |                 |                 |            |          |             |             |             |  |
|  | Cruzeiro        | Cruzeiro        | 3               |            |          |             |             |             |  |
|  | Cruzeiro        | Cruzeiro        | 3               |            |          |             |             |             |  |
|  | Patrocinense    | Patrocinense    | 0               |            |          |             |             |             |  |
|  | Patrocinense    | Patrocinense    | 0               |            | Cruzeiro | Cruzeiro    | -           |             |  |
|  |                 |                 |                 |            | Cruzeiro | Cruzeiro    | -           |             |  |
|  |                 |                 | Uberlândia      | Uberlândia | -        |             |             |             |  |
|  | Uberlândia      | Uberlândia      | Uberlândia      | Uberlândia | -        | 2 (5)       |             |             |  |
|  | Uberlândia      | Uberlândia      |                 |            |          | 2 (5)       |             |             |  |
|  | Boa Esporte     | Boa Esporte     | 2 (4)           |            |          |             |             |             |  |
|  | Boa Esporte     | Boa Esporte     | 2 (4)           |            |          |             |             |             |  |
|  |                 |                 |                 |            |          |             |             |             |  |

## Fase Final
|  | Semifinales               | Semifinales               | Semifinales               | Semifinales               |   |          | Final             | Final             | Final             | Final             |  |
|  | 2 de agosto y 5 de agosto | 2 de agosto y 5 de agosto | 2 de agosto y 5 de agosto | 2 de agosto y 5 de agosto |   |          | 26 y 30 de agosto | 26 y 30 de agosto | 26 y 30 de agosto | 26 y 30 de agosto |  |
|  |                           |                           |                           |                           |   |          |                   |                   |                   |                   |  |
|  |                           |                           |                           |                           |   |          |                   |                   |                   |                   |  |
|  | Caldense                  | Caldense                  | 0                         | 0                         |   |          |                   |                   |                   |                   |  |
|  | Caldense                  | Caldense                  | 0                         | 0                         |   |          |                   |                   |                   |                   |  |
|  | Tombense                  | Tombense                  | 1                         | 2                         |   |          |                   |                   |                   |                   |  |
|  | Tombense                  | Tombense                  | 1                         | 2                         |   | Tombense | Tombense          | 1                 | 0                 |                   |  |
|  |                           |                           |                           |                           |   | Tombense | Tombense          | 1                 | 0                 |                   |  |
|  |                           |                           | Atlético Mineiro          | Atlético Mineiro          | 2 | 1        |                   |                   |                   |                   |  |
|  | Atlético Mineiro          | Atlético Mineiro          | Atlético Mineiro          | Atlético Mineiro          | 2 | 1        | 2                 | 3                 |                   |                   |  |
|  | Atlético Mineiro          | Atlético Mineiro          |                           |                           |   |          | 2                 | 3                 |                   |                   |  |
|  | América Mineiro           | América Mineiro           | 1                         | 0                         |   |          |                   |                   |                   |                   |  |
|  | América Mineiro           | América Mineiro           | 1                         | 0                         |   |          |                   |                   |                   |                   |  |
|  |                           |                           |                           |                           |   |          |                   |                   |                   |                   |  |

| Bandera del estado de Minas Gerais |
| Campeón Atletico Mineiro           |
| 45.º título                        |